# Suryapet
Suryapet ist eine Stadt im indischen Bundesstaat Telangana.
Die Stadt ist Hauptort des Distrikts Suryapet. Suryapet hat den Status einer Municipality. Die Stadt ist in 5 Wards gegliedert. Sie hatte am Stichtag der Volkszählung 2011 in der urbanen Agglomeration 106.805 Einwohner, von denen 52.773 Männer und 54.032 Frauen waren. Die Alphabetisierungsrate lag 2011 bei 83,1 % und damit leicht unter dem nationalen Durchschnitt für Städte. Hindus bilden mit einem Anteil von ca. 86 % die Mehrheit der Bevölkerung in der Stadt. Muslime bilden mit einem Anteil von ca. 10 % eine Minderheit.